# Международный математический союз
Международный математический союз (англ. International Mathematical Union, IMU) — всемирная некоммерческая и неправительственная организация, созданная для сотрудничества учёных всех стран в области математики и содействия развитию математики. Основана в 1919 году. Входит в Международный научный совет (англ. International Science Council, ISC, до 2018 года назывался «Международный Совет по науке»). По состоянию на 2019 год членами Союза являлись национальные математические организации 88 стран.
С февраля 2011 года секретариат Союза находится в Институте Вейерштрасса (Берлин). Президентом Союза в 2018 году на следующий срок (2019—2022) был избран Карлос Кениг, профессор Чикагского университета. Юридически статус Союза в Германии определён как неинкорпорированная благотворительная организация.

## История
ММС был основан в 1920 году, но распался в сентябре 1932 года, а затем был восстановлен в 1950 году на Учредительной конвенции в Нью-Йорке (де-факто) или 10 сентября 1951, когда десять стран стали членами (де-юре). Последним этапом была Генеральная Ассамблея в марте 1952 года в Риме, Италия, положившая начало деятельности нового ММС и первого Исполнительного комитета; были избраны Президент и различные комиссии.

## Деятельность
Каждые 4 года под эгидой Союза собирается Международный конгресс математиков. Союз участвует также в отборе кандидатов на Абелевскую премию и другие награды, вручаемые на конгрессах. Совместно с Европейским физическим обществом участвует в международном проекте OAI и в работе многих других международных организаций.
В составе Союза активно действует Международная комиссия по математическому образованию. Имеются также::
- комиссии по содействию развитию стран и по истории математики;
- комитеты «Электронная информация» и «Женщины в математике».

Текущая деятельность Союза освещаетсятся в бюллетенях IMU и в выпускаемой раз в два месяца новостной рассылке, на которую принимается подписка.

## Президенты и вице-президенты Международного математического союза
| 1952—1954       | 1952—1954                 | 1952—1954                       |
| --------------- | ------------------------- | ------------------------------- |
| Президент       | Маршалл Стоун             | Маршалл Стоун                   |
| Вице-президенты | Эмиль Борель              | Эрих Камке                      |
| 1955—1958       |                           |                                 |
| Президент       | Хайнц Хопф                | Хайнц Хопф                      |
| Вице-президенты | Арно Данжуа               | Вильям Воланс Дуглас Ходж       |
| 1959—1962       |                           |                                 |
| Президент       | Рольф Неванлинна          | Рольф Неванлинна                |
| Вице-президенты | Павел Александров         | Марстон Морс                    |
| 1963—1966       |                           |                                 |
| Президент       | Жорж Де Рам               | Жорж Де Рам                     |
| Вице-президенты | Анри Картан               | Казимир Куратовский             |
| 1967—1970       |                           |                                 |
| Президент       | Анри Картан               | Анри Картан                     |
| Вице-президенты | Михаил Лаврентьев         | Дин Монтгомери                  |
| 1971—1974       |                           |                                 |
| Президент       | Комараволу Чандрасекхаран | Комараволу Чандрасекхаран       |
| Вице-президенты | Абрахам Адриан Альберт    | Лев Понтрягин                   |
| 1975—1978       |                           |                                 |
| Президент       | Дин Монтгомери            | Дин Монтгомери                  |
| Вице-президенты | Джон Касселс              | Мирон Николеску Георге Врэнчану |
| 1979—1982       |                           |                                 |
| Президент       | Леннарт Карлесон          | Леннарт Карлесон                |
| Вице-президенты | Масаёси Нагата            | Юрий Прохоров                   |
| 1983—1986       |                           |                                 |
| Президент       | Мозер, Юрген Курт         | Мозер, Юрген Курт               |
| Вице-президенты | Людвиг Фаддеев            | Жан-Пьер Серр                   |
| 1987—1990       |                           |                                 |
| Президент       | Людвиг Фаддеев            | Людвиг Фаддеев                  |
| Вице-президенты | Вальтер Файт              | Ларс Хёрмандер                  |
| 1991—1994       |                           |                                 |
| Президент       | Жак-Луи Лионс             | Жак-Луи Лионс                   |
| Вице-президенты | Джон Генри Коутс          | Дэвид Мамфорд                   |
| 1995—1998       |                           |                                 |
| Президент       | Дэвид Мамфорд             | Дэвид Мамфорд                   |
| Вице-президенты | Владимир Арнольд          | Альбрехт Дольд                  |
| 1999—2002       |                           |                                 |
| Президент       | Жакоб Палис               | Жакоб Палис                     |
| Вице-президенты | Саймон Дональдсон         | Сигэфуми Мори                   |
| 2003—2006       |                           |                                 |
| Президент       | Джон Маклауд Болл         | Джон Маклауд Болл               |
| Вице-президенты | Жан-Мишель Бисмю          | Масаки Касивара                 |
| 2007—2010       |                           |                                 |
| Президент       | Ласло Ловас               | Ласло Ловас                     |
| Вице-президенты | Жи-Мин Ма                 | Клаудио Прочези                 |
| 2011—2014       |                           |                                 |
| Президент       | Ингрид Добеши             | Ингрид Добеши                   |
| Вице-президенты | Кристиан Руссо            | Марсело Виана                   |
| 2015—2018       |                           |                                 |
| Президент       | Сигэфуми Мори             | Сигэфуми Мори                   |
| Вице-президенты | Алисия Дикенштейн         | Вон Джонс                       |
| 2019—2022       |                           |                                 |
| Президент       | Карлос Кениг              | Карлос Кениг                    |
| Вице-президенты | Налини Джоши              | Лойисо Нонгкса                  |
| 2023—2026       |                           |                                 |
| Президент       | Хираку Накадзима          | Хираку Накадзима                |
| Вице-президенты | Ульрике Тиллманн          | / Татьяна Торо                  |

## Члены союза
На сайте Союза приведен список членов Союза; там же для каждой страны-члена сообщаются адрес, телефон и E-mail организации, имя и место работы руководителя, перечень математических обществ данной страны.
- Австралия
- Австрия
- Алжир
- Аргентина
- Армения
- Бангладеш
- Белоруссия (с 2021)[11]
- Бельгия
- Болгария
- Босния и Герцеговина
- Бразилия
- Великобритания
- Венгрия
- Венесуэла
- Вьетнам
- Германия
- Гонконг
- Греция
- Грузия
- Дания
- Египет
- Израиль
- Индия
- Индонезия
- Иран
- Ирландия
- Исландия
- Испания
- Италия
- Казахстан
- Камерун
- Канада
- Кения
- Кипр (с 2019)[11]
- Китай
- Колумбия
- Кот-д'Ивуар
- Куба
- Кыргызстан
- Латвия
- Литва
- Люксембург
- Малайзия
- Марокко
- Мексика
- Монголия (с 2023)[11]
- Нигерия
- Нидерланды
- Новая Зеландия
- Норвегия
- Оман
- Пакистан
- Парагвай
- Перу
- Польша
- Португалия
- Республика Корея
- Россия (с 1992)
- Румыния
- Саудовская Аравия
- Сенегал
- Сербия
- Сингапур
- Словакия
- Словения
- Соединённые Штаты Америки
- Таиланд
- Тунис
- Турция
- Узбекистан
- Украина
- Уругвай
- Филиппины
- Финляндия
- Франция
- Хорватия
- Черногория
- Чехия
- Чили
- Швейцария
- Швеция
- Эквадор
- Эстония
- Южная Африка
- Япония

### Бывшие
- Габон (2014—2022)[12]
- Камбоджа (2010—2018)[13]
- Мадагаскар (2012—2020)[14]
- Молдавия
- Непал (2010—2018)[15]
- Папуа — Новая Гвинея (2014—2022)[16]
- СССР (1957—1991)